# 哥吉拉·伊比拉·摩斯拉 南海大決鬥
《哥斯拉·伊比拉·魔斯拉 南海大決鬥》（日文原名：ゴジラ・エビラ・モスラ 南海の大決闘）是1966年12月17日上映的日本電影，哥斯拉系列電影的第7部作品，日本觀眾人數達到421萬人。

## 劇情概要
良太一直想要找到一艘船前往南海去尋找失蹤的哥哥彌太，某天良太參加一場比賽，而那場比賽第一名的獎品正是一艘遊艇，但是卻因為報名時間已過而徒勞無功，不過良太卻在因緣際會下結識了市野和仁田，三人一同到港邊去看遊艇，結果在其中一艘遊艇上遇到了搶劫犯吉村，而急著尋找自己兄長的彌太便趁著其他三人熟睡時將遊艇開出，結果在海上遇到暴風雨，遊艇還遭到不明物體的攻擊而沉沒，四人及時逃生而逃過一劫，大難不死的四人漂流到一座島上，在那座島上四人發現了海裡有龍蝦怪獸伊比拉，然後島上有個叫做紅竹的神秘組織，而紅竹似乎在島上進行著一項不為人知的計畫，四人正巧碰上了一位從紅竹手下逃脫的一位女原住民，在那位女原住民的幫助之下四人潛入紅竹的基地，沒想到卻誤觸警報，良太在驚慌之中抓住了一個氣球往天空飄去，其他人為了逃避紅竹的追捕於是逃到了一個山洞，沒想到他們發現了哥吉拉正在那個洞裡面沉睡著...........

## 登場怪獸
- 哥斯拉
- 伊比拉
- 摩斯拉（成蟲）
- 小美人
- 大鷹

## 演員
- 吉村:寶田明
- 良太:渡邊徹
- 彌太:伊吹徹
- 市野:當銀長太郎
- 仁田:砂塚秀夫
- 紅竹司令官:田崎潤
- 龍尉隊長:平田昭彥
- 小美人:ペア・バンビ

## 製作人員
- 製作：田中友幸
- 脚本：関沢新一
- 音楽：佐藤勝
- 撮影：山田一夫
- 美術：北猛夫
- 録音：吉沢昭一
- 照明：隠田紀一
- 監督助手：佐野健
- 編集：藤井良平
- 製作担当者：橋本利明
- 整音：下永尚
- 音響効果：金山実
- スチール：副田正男
- 現像：東京現像所
- 特殊技術
  - 特技監督補：有川貞昌
  - 撮影：富岡素敬、真野田陽一
  - 合成：向山宏
  - 光学撮影：徳政義行、川北紘一
  - 美術：井上泰幸
  - 照明：岸田九一郎
  - 火薬：山本久蔵
  - 造形：利光貞三
  - 操演：中代文雄
  - 監督助手：中野昭慶
  - 製作担当者：坂本泰明
  - スチール：田中一清
- 特技監督：円谷英二
- 監督：福田純